# Lepomis symmetricus
Lepomis symmetricus is een straalvinnige vissensoort uit de familie van de zonnebaarzen (Centrarchidae). De wetenschappelijke naam van de soort is voor het eerst geldig gepubliceerd in 1883 door Forbes.